# Geografia della Toscana

Altimetria della Toscana

La geografia della Toscana illustra le caratteristiche della regione Toscana, in Italia, che si estende tra il Mar Ligure e il Mar Tirreno, verso i quali si affaccia con coste per lunghi tratti basse e sabbiose, e le catene montuose dell'Appennino Tosco-Emiliano e dell'Appennino Tosco-Romagnolo. Al largo della costa, si estende l'Arcipelago Toscano: intorno all'Elba, l'isola principale che segna i limiti tra Mar Ligure e Mar Tirreno, si trovano Capraia e Gorgona nel Mar Ligure, Pianosa, Montecristo, Giglio e Giannutri nel Tirreno. La regione amministra anche una piccola enclave situata storicamente nel territorio delle Marche, ora in Emilia-Romagna, composta da frazioni del comune di Badia Tedalda.

## Dati generali
La Toscana è una regione dell'Italia centrale a ovest. Confina a nord-ovest con la Liguria, a nord con l'Emilia-Romagna, a est con le Marche e l'Umbria e a sud con il Lazio. A ovest si affaccia sul Mar Ligure e sul Mar Tirreno.
La grande vastità della regione (quinta in Italia) risalta bene osservando i punti di confine posti alle estremità del territorio continentale. Il punto più a nord della regione è nel comune di Pontremoli al confine tra la provincia di Massa-Carrara e l'Emilia-Romagna alle coordinate geografiche 44°28'20.55"N 9°54'00.90"E, la stessa latitudine tocca i comuni di Cuneo, Bologna e Ravenna. Il punto più a est è nel comune di Sestino al confine tra la provincia di Arezzo e le Marche alle coordinate geografiche 43°42'35.14"N 12°22'30.35"E, la stessa longitudine tocca il comune di Venezia. Il punto più a sud è in provincia di Grosseto e coincide con l'estremità meridionale del Promontorio dell'Argentario alle coordinate geografiche 42°21'39"N 11°09'14"E, la stessa latitudine tocca i comuni di Viterbo, Rieti e Chieti. Quello più a ovest infine si trova nel comune di Zeri in provincia di Massa-Carrara al confine con la Liguria alle coordinate geografiche 44°21'57.20"N 9°41'11.70"E, la stessa longitudine tocca i comuni di Piacenza e Bergamo.
A partire dai territori den Nord-ovest si distinguono tutta una serie di vere e proprie sub-regioni diversificate e distinte morfologicamente, separate da catene montane e quasi sempre aggregate su bacini fluviali (Lunigiana, Garfagnana, Versilia, Val di Lima, Montagna pistoiese, Val di Bisenzio, Valdarno, Mugello, Romagna toscana, Pratomagno, Casentino, Chianti, Maremma, ecc.

## Morfologia
Il territorio toscano è per la maggior parte collinare (67%); comprende alcune pianure (circa l'8% del territorio) e importanti massicci montuosi (il 25% della regione).
Nel complesso, risulta quindi prevalentemente collinare, con le vette montuose che si elevano in modo organizzato lungo le Alpi Apuane e la dorsale appenninica, mentre risultano più isolate nella parte centro-meridionale della regione, ove formano i rilievi dell'Antiappennino toscano. I rilievi si ritrovano anche su alcune isole (Elba, Montecristo, Capraia, Giglio e Gorgona con altezze inferiori), mentre altre (Pianosa e Giannutri) ne risultano prive.
Le pianure si estendono principalmente lungo la fascia costiera, mentre nell'entroterra seguono il corso dei fiumi principali sotto forma di valli.

### Rilievi montuosi

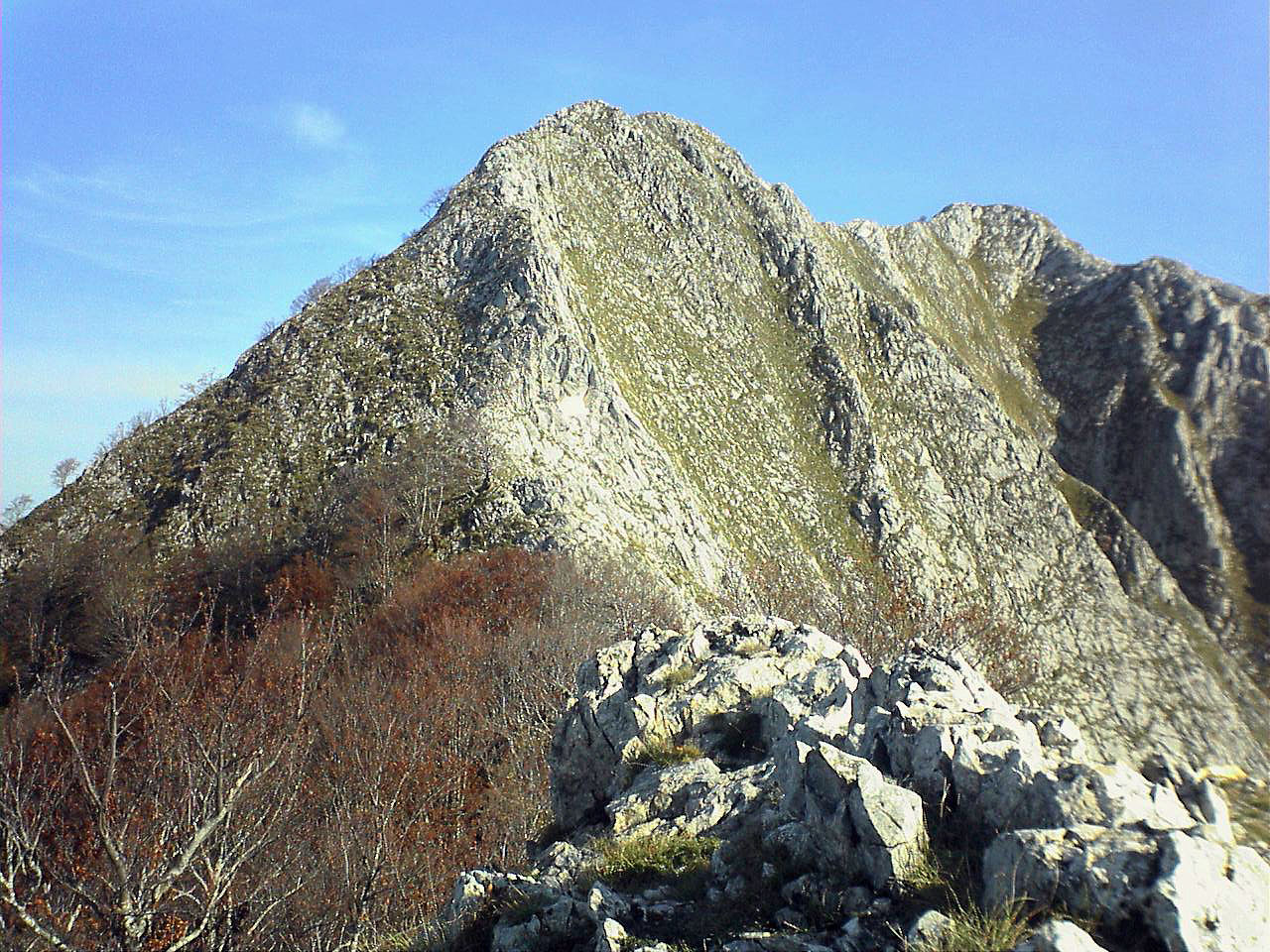
Alpi Apuane, la vetta del Monte Altissimo

Sia a nord che a est la Toscana è circondata dagli Appennini ma il territorio è prevalentemente collinare. Nella regione si trovano altri rilievi montuosi degni di nota al di fuori della dorsale appenninica.
Nella parte centro-settentrionale della regione ritroviamo, a nord-ovest, le Alpi Apuane (separano -tra le province di Lucca e Massa-Carrara- la Versilia dalla Garfagnana) e il Monte Pisano che svetta tra Pisa e Lucca;  a nord tra Garfagnana, Emilia-Romagna ed i Monti Pratesi, la verdissima Montagna Pistoiese, con rilievi che sfiorano i 2000 metri s.l.m.; nella parte centrale i Monti del Chianti si innalzano tra le dolci colline segnando il confine tra le province di Siena e Arezzo; a est il Pratomagno, quasi completamente circondato dall'Arno, divide la parte appenninica dell'aretino (il Casentino) dal Valdarno superiore fiorentino e aretino.
La parte meridionale della regione si caratterizza, ad ovest, per le Colline Metallifere che separano la Maremma dall'entroterra meridionale pisano e dalla parte sud-occidentale della provincia di Siena; a est svettano invece il massiccio del Monte Amiata (antico vulcano ormai spento tra le Province di Siena e Grosseto dalle cui sorgenti attinge l'Acquedotto del Fiora) e, più ad oriente, il Monte Cetona che si innalza all'estremità sud-orientale della provincia di Siena separando la Val d'Orcia dalla Val di Chiana.
Le zone montane subiscono dal XVIII secolo un forte depauperamento del patrimonio forestale a seguito delle liberalizzazioni leopoldine del taglio e raccolta del legno.

### Gruppi collinari

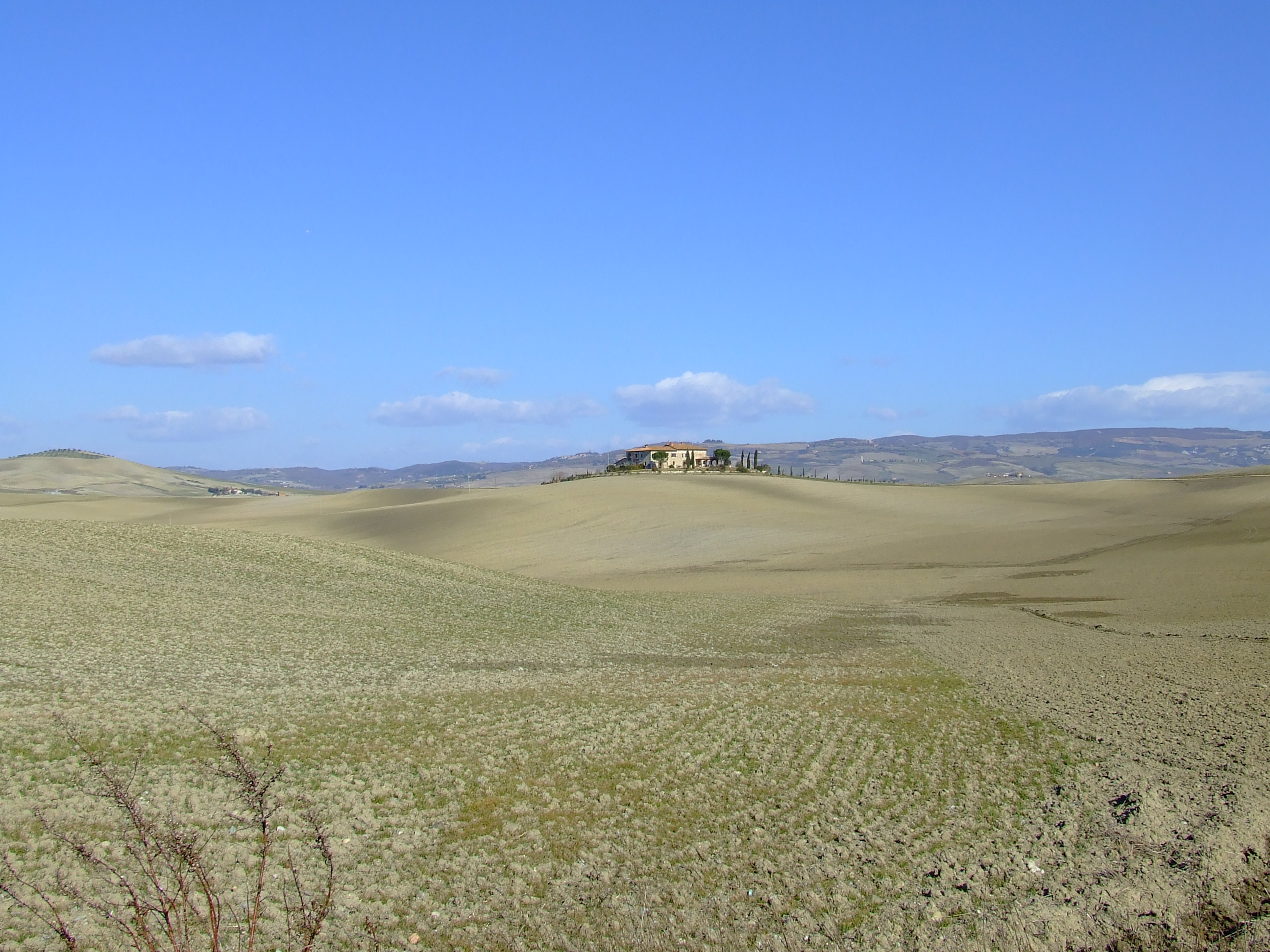
Paesaggio tra le Crete senesi e la Val d'Orcia

Il territorio della Toscana risulta prevalentemente collinare, soprattutto nella parte centro-meridionale. I vari sistemi collinari sono separati dalle vallate dei vari corsi d'acqua e degradano ad ovest verso le aree pianeggianti costiere.
Queste zone sono la forma più tipica del paesaggio toscano. Su questi fertili, ondulati e soleggiati rilievi, l'uomo con la sua tipica costanza rurale ha modellato nei secoli una propria peculiare civiltà che ne ha caratterizzato tutto il territorio rendendolo unico nel suo genere.
Nella parte centrale della regione ritroviamo le Colline toscane e più precisamente, da ovest a est, le Colline pisane a sud-est di Pisa, le Colline livornesi a sud della città labronica, le Balze di Volterra che caratterizzano i territori circostanti l'omonimo centro della Provincia di Pisa, il Montalbano tra le province di Pistoia e Prato, i Monti della Calvana che circondano l'area nord di quest'ultima città, i rilievi collinari della Valdelsa tra le province di Siena e Firenze, le colline del Chianti che occupano una vasta area a cavallo tra le province di Firenze, Arezzo e Siena e i rilievi collinari della Valtiberina all'estremità orientale della provincia di Arezzo.
L'area meridionale della Regione si caratterizza ad ovest per le Colline Metallifere (a cavallo tra le province di Grosseto, Livorno, Pisa e Siena dove svettano anche alcuni rilievi montuosi) la parte centrale della Toscana meridionale comprende i rilievi collinari della Valle dell'Ombrone e le Colline dell'Albegna e del Fiora in provincia di Grosseto, le colline della Val di Merse e le Crete senesi con il Deserto di Accona (caratterizzato da calanchi e biancane) in provincia di Siena; la parte orientale include le colline dell'Area del Tufo in provincia di Grosseto, dai rilievi collinari della Val d'Orcia in Provincia di Siena (tra essi svettano a sud-ovest il Monte Amiata e a sud-est il Monte Cetona) e dalle colline della Val di Chiana che caratterizzano il paesaggio a cavallo delle estremità meridionali delle province di Siena ed Arezzo.

### Pianure

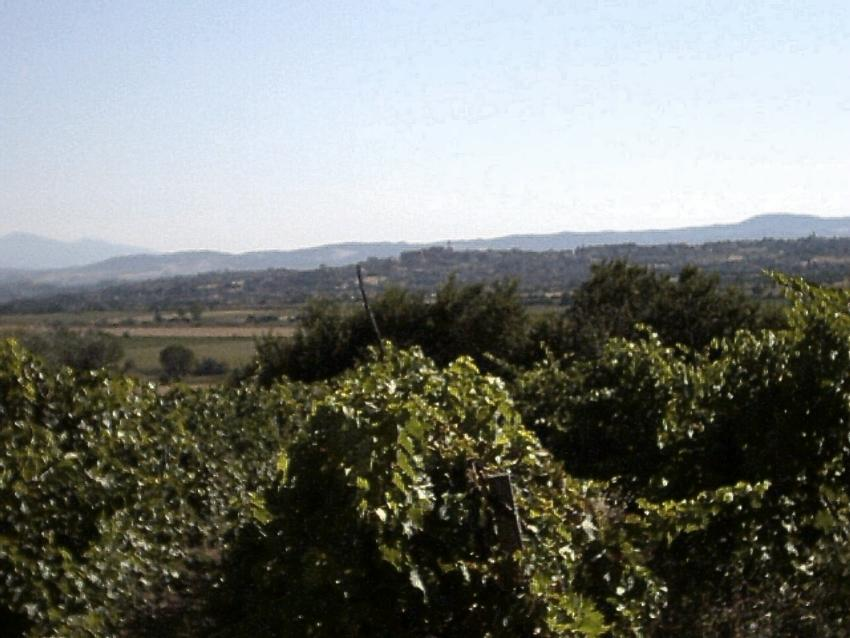
Paesaggio tipico della Val di Chiana aretina

In Toscana si trovano aree pianeggianti sia lungo la fascia costiera che nell'entroterra.
Il litorale settentrionale comprende la Versilia (chiusa a est dalle Alpi Apuane); l'area pianeggiante che interessa la costa tra Pisa e Livorno comprende invece l'ultimo tratto del Valdarno inferiore che si inoltra nella Piana di Pisa. La Maremma si apre lungo l'intero tratto costiero centro-meridionale della regione, inoltrandosi anche in territorio laziale, ed è suddivisa a sua volta in Maremma livornese e/o pisana a nord e in Maremma grossetana a sud.
Tra le aree pianeggianti interne, la pianura principale è il Valdarno che si sviluppa da est ad ovest lungo il corso dell'omonimo fiume tra le province di Arezzo, Firenze e Pisa, includendo anche l'estremità settentrionale della provincia di Livorno a sud della foce. Questa area pianeggiante è suddivisa a sua volta in Valdarno superiore a monte di Firenze, medio Valdarno attorno alla città di Firenze e Valdarno inferiore a valle di Firenze.
Tra la dorsale appenninica e il Montalbano, nella parte centrale della regione, si trova una conca intermontana che si sviluppa da sud-est a nord-ovest ed include le città di Firenze, Prato e Pistoia con le relative aree metropolitane prive di soluzioni di continuità; la piana può essere considerata come una continuazione del medio Valdarno.
Tra la dorsale appenninica, i Monti Pisani e il Montalbano, nella parte nord-occidentale della regione, si apre un'area pianeggiante tra le province di Pisa, Lucca e Pistoia che include ad ovest la Piana di Lucca, a est la bassa Valdinievole, mentre a sud si inoltra nel Valdarno inferiore attraverso il Padule di Fucecchio.
Altre aree pianeggianti minori, spesso circondate da sistemi collinari, si ritrovano lungo le valli di alcuni corsi d'acqua minori. Tra queste sono da segnalare la Valdera in provincia Pisa, la Valdelsa tra le Province di Siena e Firenze e la Val di Chiana tra le province di Siena e Arezzo.
In queste zone ha avuto maggiore sviluppo il fenomeno urbanistico; il paesaggio, naturalmente monotono, è invece estremamente segnato ed arricchito dall'opera dell'uomo, facendo perdere spesso quei connotati specifici di un carattere paesaggistico propriamente toscano.

### Coste

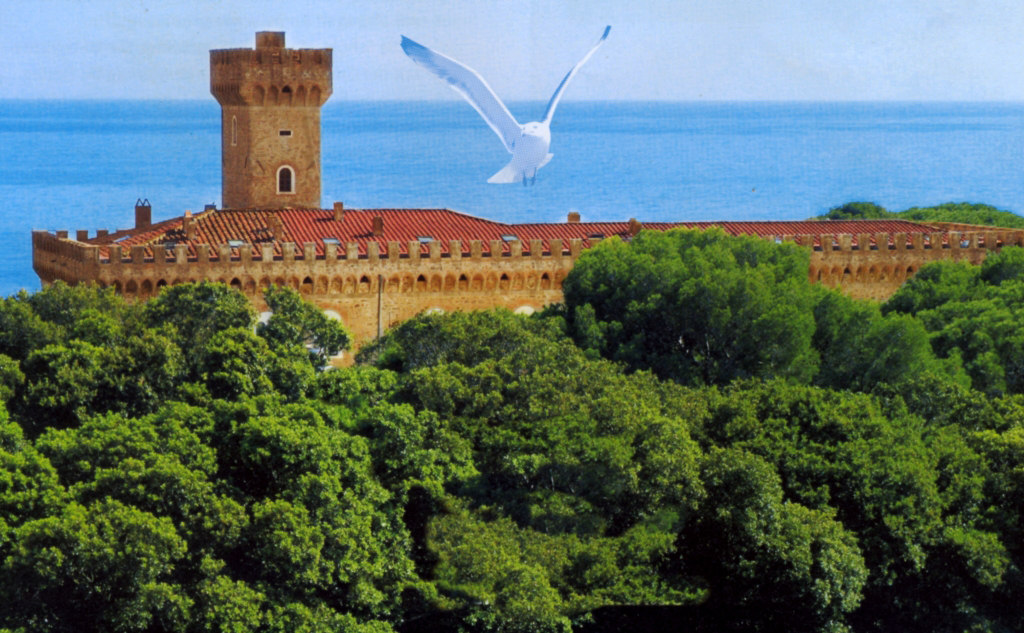
Panorama di Castiglioncello (Costa degli Etruschi)

La Toscana, bagnata dal Mar Ligure nella parte centro-settentrionale e dal Mar Tirreno in quella meridionale, si caratterizza per un litorale continentale molto diversificato nelle sue caratteristiche.
Un ininterrotto tratto costiero basso e sabbioso interessa, nella parte più settentrionale della regione, gli interi tratti litoranei delle province di Massa-Carrara, Lucca e Pisa, tra il confine con la Liguria e il Canale dei Navicelli presso Livorno, nell'area che include le spiagge della costa apuana, della Versilia e del litorale pisano e le foci dei fiumi Serchio e Arno.
Maggiormente variegati risultano invece il litorale della Maremma livornese, che si estende a sud di Rosignano Solvay, e quello della Maremma grossetana.
La città di Livorno si affaccia sul mare con coste basse e scogliose che tendono ad innalzarsi a sud fino alle porte di Rosignano Solvay, dove inizia il lunghissimo tratto di litorale sabbioso della Costa degli Etruschi che prosegue ininterrotto fino al Golfo di Baratti, chiuso a sud dal promontorio di Piombino nel punto di passaggio dal Mar Ligure al Mar Tirreno.
A est della città di Piombino ha inizio il Golfo di Follonica che segna il passaggio dalla Provincia di Livorno a quella di Grosseto ed è caratterizzato da una costa bassa e sabbiosa che termina a sud di Follonica, in località Puntone di Scarlino dove si elevano le prime propaggini del promontorio delle Bandite di Scarlino; questo tratto costiero si presenta alto e frastagliato, fatta eccezione per la suggestiva Cala Violina. Un ulteriore tratto sabbioso collega il promontorio delle Bandite di Scarlino a Punta Ala, dove ha inizio un altro tratto di costa alta e rocciosa fino alla località di Rocchette a nord di Castiglione della Pescaia.
Il successivo tratto costiero sabbioso include anche la foce del fiume Ombrone e raggiunge i Monti dell'Uccellina, insieme di promontori che digradano a Talamone, dove inizia un altro tratto sabbioso fino al Promontorio dell'Argentario, comprendente anche il Tombolo della Giannella a sud della foce del fiume Albegna.
L'Argentario presenta coste alte e rocciose, fatta eccezione per alcune isolate e suggestive calette; il Tombolo della Feniglia è l'altro cordone sabbioso che lo collega alla terraferma dove raggiunge il promontorio di Ansedonia, oltre il quale inizia il tratto delle spiagge ferrifere che costeggiano il Lago di Burano e si inoltrano in territorio laziale oltre la foce del Chiarone.

### Isole
Una leggenda narra che le isole dell'Arcipelago sarebbero originate dalle perle di una preziosa corona indossata da Venere e caduta accidentalmente in mare alla dea
L'Arcipelago Toscano è costituito da 7 isole principali e da alcuni isolotti minori, molti dei quali sono semplici secche o scogli affioranti, per un totale di circa 167, tutelate dal Parco Nazionale dell'Arcipelago Toscano.
L'isola principale è l'Isola d'Elba, bagnata a nord dal Mar Ligure, a est dal Canale di Piombino, a sud dal Mar Tirreno e a ovest dal Canale di Corsica. L'isola presenta un'alternanza di coste basse e sabbiose e coste più alte e frastagliate dove si aprono suggestive calette; le isole minori di Cerboli e Palmaiola si trovano tra l'Elba e la costa toscana. Sull'Isola d'Elba si trovano anche alcune vette montuose, tra le quali spiccano il Monte Capanne a ovest (1.019 metri s.l.m.) e il Monte Calamita nella parte sud-orientale (413 metri s.l.m.).
A nord dell'Isola d'Elba si trovano l'Isola di Capraia, nel Canale di Corsica, e l'Isola di Gorgona, la più settentrionale dell'Arcipelago; entrambe le isole presentano coste frastagliate, fatta eccezione per i rispettivi approdi. Nello specchio di mare tra l'Isola di Gorgona e il Porto di Livorno affiorano le Secche della Meloria, caratterizzate da una serie di scogli affioranti, sul maggiore dei quali sorge anche una suggestiva torre di origine medievale, la Torre della Meloria; un'altra serie di secche, le Secche di Vada si trovano al largo dell'omonima località della Costa degli Etruschi.
A sud dell'Isola d'Elba si trovano 4 isole principali ed altre minori, bagnate dalle acque del Mar Tirreno. L'Isola di Pianosa, completamente pianeggiante e con leggere ondulazioni, presenta sia coste sabbiose che scogliose; l'Isola di Montecristo presenta coste alte e frastagliate, fatta eccezione per la zona dell'approdo, ed include al largo della sua sponda occidentale un isolotto minore chiamato Scoglio d'Africa o Formica di Montecristo; l'Isola del Giglio presenta coste prevalentemente alte e rocciose, fatta eccezione per alcune suggestive cale e per la spiaggia del Campese, chiusa a sud da una serie di faraglioni; l'Isola di Giannutri presenta coste scogliose anche se presenta un territorio caratterizzato soltanto da ondulazioni e dislivelli leggerissimi. Tra le isole minori, sono da segnalare le Formiche di Grosseto al largo della costa grossetana, mentre la Formica di Burano risulta poco più di uno scoglio affiorante.

## Territori
| Provincia di Arezzo                                                                               | Città metropolitana di Firenze | Provincia di Grosseto | Provincia di Livorno | Provincia di Lucca |
| Appennino Tosco-Romagnolo Casentino Chianti aretino Pratomagno Val di Chiana Valdarno Valtiberina | Appennino Tosco-Emiliano Appennino Tosco-Romagnolo Chianti fiorentino Montalbano Monti della Calvana Mugello Pratomagno Val di Bisenzio Valdarno Valdelsa Valdisieve              | Arcipelago Toscano Area del Tufo Bandite di Scarlino Colline dell'Albegna e del Fiora Colline Metallifere Colline Metallifere grossetane Costa d'Argento Maremma Maremma grossetana Monte Amiata Monti dell'Uccellina Valle dell'Ombrone | Arcipelago Toscano Colline livornesi Colline Metallifere Colline Metallifere livornesi Costa degli Etruschi Maremma Maremma livornese Val di Cecina Val di Cornia | Alpi Apuane Appennino Tosco-Emiliano Garfagnana Media Valle del Serchio Piana di Lucca Versilia                                                                           |
| Provincia di Massa-Carrara                                                                        | Provincia di Pisa | Provincia di Pistoia | Provincia di Prato | Provincia di Siena |
| Alpi Apuane Appennino Tosco-Emiliano Riviera Apuana Lunigiana                                     | Balze di Volterra Colline Metallifere Colline Metallifere pisane Colline pisane Litorale pisano Maremma Maremma pisana Piana di Pisa Val di Cecina Val di Cornia Valdarno Valdera | Appennino Tosco-Emiliano Montagna pistoiese Montalbano Valdinievole Valleriana | Appennino Tosco-Emiliano Montalbano Monti della Calvana Val di Bisenzio                                                                                           | Alta Val d'Elsa Chianti senese Colline Metallifere Colline Metallifere senesi Crete senesi Deserto di Accona Monte Amiata Val d'Orcia Val di Chiana Val di Merse Valdelsa |
| ------------------------------------------------------------------------------------------------- | --- | --- | --- | --- |

## SIC - Siti di Interesse Comunitario
Sono oltre 110, per quanto concerne la Regione Toscana, i siti di rilevante importanza in ambito CEE riferiti alla regione biogeografica mediterranea.
Le località - definite Siti di Interesse Comunitario, e spesso indicate con l'acronimo SIC - sono state proposte sulla base del Decreto 25/3/2005 - pubblicato sulla Gazzetta Ufficiale della Repubblica Italiana n. 157 dell'8 luglio 2005 - predisposto dal Ministero dell'Ambiente e della Tutela del Territorio e del Mare ai sensi della direttiva 92/43/CEE.

## Montagne
Di seguito è riportato in ordine decrescente l'elenco delle vette montuose e dei rilievi, che si elevano nel territorio regionale.
- Monte Prado 2.054 m: provincia di Lucca
- Monte Giovo 1.991 m: provincia di Lucca
- Monte Vecchio 1.968 m: provincia di Lucca
- Monte Rondinaio 1.964 m: provincia di Lucca
- Monte Pisanino 1.946 m: provincia di Lucca
- Corno alle Scale 1.945 m: provincia di Pistoia
- Monte Cella 1.942 m: provincia di Lucca
- Alpe Tre Potenze 1.940 m: provincia di Lucca, provincia di Pistoia
- Libro Aperto 1.937 m: provincia di Pistoia
- Monte Alto 1.904 m: provincia di Lucca
- Monte La Nuda 1.895 m: provincia di Massa Carrara
- Monte Tambura 1.891 m: provincia di Lucca, provincia di Massa-Carrara
- Monte Cavallo 1.888 m: provincia di Lucca, provincia di Massa-Carrara
- Punta Buffanaro 1.882 m: provincia di Lucca
- Gendarme della Nuda 1.872 m: provincia di Massa-Carrara
- Monte Sillara 1.861 m: provincia di Massa-Carrara
- Pania della Croce 1.858 m: provincia di Lucca
- Monte Losanna 1.856 m: provincia di Massa-Carrara
- Monte Cavalbianco 1.855 m: provincia di Lucca
- Monte Marmagna 1.852 m: provincia di Massa-Carrara
- Monte Scalocchio 1.849 m: provincia di Massa-Carrara
- Nuda di Iera 1.840 m: provincia di Massa-Carrara
- Monte Matto 1.836 m: provincia di Massa-Carrara
- Monte Bragalata 1.836 m:provincia di Massa-Carrara
- Monte Orsaro 1.831 m: provincia di Massa-Carrara
- Monte Braiola 1.818 m: provincia di Massa-Carrara
- Monte Pattino 1.817 m: provincia di Massa-Carrara
- Monte Grondilice 1809 m: provincia di Lucca, provincia di Massa-Carrara
- Monte Bocco 1.790 m: provincia di Massa-Carrara
- Monte Contrario 1.788 m: provincia di Massa-Carrara
- Monte Brusà 1.786 m: provincia di Massa-Carrara
- Monte Acuto 1.785 m: provincia di Lucca
- Pizzo d'Uccello 1.781 m: provincia di Lucca, provincia di Massa-Carrara
- Monte Aquilotto 1.781 m: provincia di Massa-Carrara
- Monte Aquila 1.779 m: provincia di Massa-Carrara
- Cima Canuti 1.773 m: provincia di Massa-Carrara
- Monte Sumbra 1.765: provincia di Lucca
- Monte Uomo Morto 1.762 m: provincia di Massa-Carrara
- Monte Sagro 1752 m: provincia di Massa-Carrara
- Cima Pitturina 1.740 m: provincia di Massa-Carrara
- Monte Amiata 1738 m: provincia di Grosseto, provincia di Siena
- Monte Asinara 1.732 m: provincia di Lucca
- Monte Fiocca 1.714 m: provincia di Lucca
- Pania Secca 1.711 m: provincia di Lucca
- Monte Corchia 1.677 m:provincia di Lucca
- Monte Falco 1.658 m: provincia di Arezzo, città metropolitana di Firenze
- Monte Falterona 1.654 m: provincia di Arezzo, città metropolitana di Firenze
- Pania di Corfino 1.603 m: provincia di Lucca
- Monte Pianellaccio 1.592 m: provincia di Arezzo
- Croce di Pratomagno 1.591 m: provincia di Arezzo
- Monte Altissimo 1.589 m: provincia di Lucca
- Poggio Masserecci 1.548 m: provincia di Arezzo
- Pania Verde 1.499 m: provincia di Lucca
- Monte Freddone 1.479 m: provincia di Lucca
- Monte Borla 1.469 m: provincia di Massa-Carrara
- Cima Bottigliana 1.454 m: provincia di Arezzo
- Monte Secchieta 1.449 m: provincia di Arezzo, città metropolitana di Firenze
- Monte Carpegna 1.415 m: provincia di Arezzo
- Monte Lori 1.365 m: provincia di Arezzo
- Monte di Loro 1.343 m: provincia di Arezzo
- Monte Matanna 1.318 m: provincia di Lucca
- Monte Croce 1.314 m: provincia di Lucca
- Monte Nona 1.297 m: provincia di Lucca
- Monte Piglione 1.231 m: provincia di Lucca
- Monte Forato 1.230 m: provincia di Lucca
- Monte Prana 1.218 m: provincia di Lucca
- Le Lari 1.200 m: provincia di Pistoia
- Poggio Trauzzolo 1.200 m: provincia di Grosseto
- Sasso Simone 1.200 m: provincia di Arezzo
- Monte Labbro 1.193 m: provincia di Grosseto
- Monte Procinto 1.172 m: provincia di Lucca
- Monte Buceto 1.152 m: provincia di Grosseto
- Monte Cetona 1.148 m: provincia di Siena
- Monte Gabberi 1.108 m:provincia di Lucca
- Monte Civitella 1.107 m: provincia di Grosseto
- Monte Aquilaia 1.104 m: provincia di Grosseto
- Cornate di Gerfalco 1.060 m: provincia di Grosseto, provincia di Siena
- Poggio di Montieri 1.052 m: provincia di Grosseto
- Monte Capanne 1.019 m: provincia di Livorno (Isola d'Elba)
- Monte Lieto 1.016 m: provincia di Lucca·
- Poggio Ritrovoli 1.015 m: provincia di Grosseto,provincia di Siena
- Poggio all'Olmo 1.011 m: provincia di Grosseto
- Monte Giovi 992 m: città metropolitana di Firenze
- La Galera 969 m: provincia di Livorno (Isola d'Elba)
- Monte di Cote 950 m: provincia di Livorno (Isola d'Elba)
- La tavola 936 m: provincia di Livorno (Isola d'Elba)
- Monte Morello 934 m: città metropolitana di Firenze
- Monte Serra 917 m: provincia di Lucca, provincia di Pisa
- Poggione 914 m: Provincia di Grosseto
- Le Calanche 905 m: provincia di Livorno (Isola d'Elba)
- Monte Cascetto 902 m: Provincia di Pisa, Provincia di Lucca
- Monte San Michele 892 m: città metropolitana di Firenze
- Monte Aia dei Diavoli 875 m: Provincia di Pisa
- Monte Pruno 871 m: Provincia di Pisa
- Spuntone di Santallago 870 m: Provincia di Pisa, Provincia di Lucca
- Monte di Castelnuovo 859 m: Provincia di Pisa
- Monte Giove 853 m: provincia di Livorno (Isola d'Elba)
- Poggio della Croce 848 m: provincia di Grosseto
- Monte Faeta 830 m: Provincia di Pisa, Provincia di Lucca
- La Stretta 806 m: provincia di Livorno (Isola d'Elba)
- Vado la Lepre 805 m: Provincia di Pisa
- Monte Maolo 750 m: provincia di Livorno (Isola d'Elba)
- Monte Vitalba 675 m: provincia di Pisa
- Poggio Pianacce 661m: Provincia di Pisa
- Poggio di Mela 655 m: Provincia di Pisa
- Poggio Castellacci 647 m: Provincia di Pisa
- Poggio dei Fontini 646 m: Provincia di Pisa
- Monte della Fortezza 645 m: provincia di Livorno (Isola di Montecristo)
- Poggio dei Sassi Bianchi 643 m: Provincia di Pisa
- Monte Argentario 635 m: provincia di Grosseto
- Monte Vaso 634 m: provincia di Pisa
- Poggio del Cornocchio 631 m: Provincia di Pisa, Provincia di Siena, Città Metropolitana di Firenze
- Poggio al Pruno 619 m: Provincia di Pisa, Provincia di Livorno
- Poggio alla trave 618 m: Provincia di Pisa
- Monte Massi 617 m: Provincia di Pisa
- La Madia 605 m: Provincia di Pisa
- Poggio Castagnolo 602 m: Provincia di Pisa
- Poggio Malconsiglio 597 m: Provincia di Pisa
- Poggio al Tiglio 595 m: Provincia di Pisa
- Poggio alle Palancole 573 m: Provincia di Pisa
- Poggio alla Nebbia 570 m: Provincia di Pisa
- Poggio Gabbra 560 m: Provincia di Pisa
- Monte Soldano 555 m: Provincia di Pisa
- Monte Verruca 537 m: Provincia di Pisa
- Cima del Monte 515 m: provincia di Livorno (Isola d'Elba)
- Monte Nero 508 m: Provincia di Pisa
- Poggio della Pagana 496 m: provincia di Grosseto (Isola del Giglio)
- Poggio Palmorelle 487 m: Provincia di Pisa
- Monte Voltraio 459 m: Provincia di Pisa
- Monte Strega 427 m: provincia di Livorno (Isola d'elba)
- Monte Calamita 413 m: provincia di Livorno (Isola d'Elba)
- Monte Orello 377 m: provincia di Livorno (Isola d'Elba)
- Monte San Martino 370 m: provincia di Livorno (Isola d'Elba)
- Monte Barbatoia 359 m: provincia di Livorno (Isola d'Elba)
- Monte Grosso 358 m: provincia di Livorno (Isola d'Elba)
- Monte Castello 227 m: provincia di Livorno (Isola d'Elba)

### Vulcani
- Monte Amiata 1.738 m: provincia di Grosseto, provincia di Siena
- Monte Castello 447 m: provincia di Livorno (Isola di Capraia)

### Passi e valichi[2]

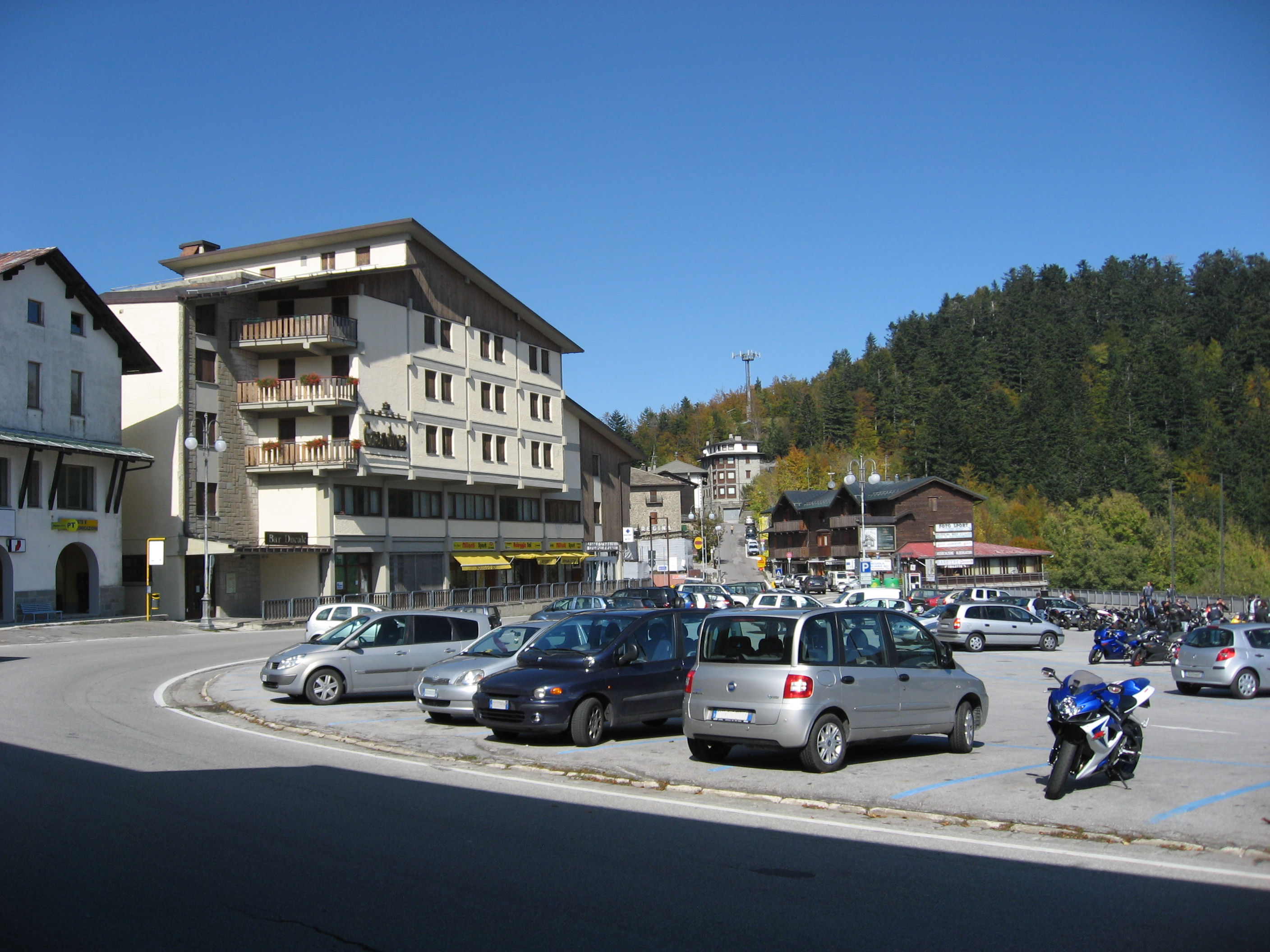
Il Passo dell'Abetone

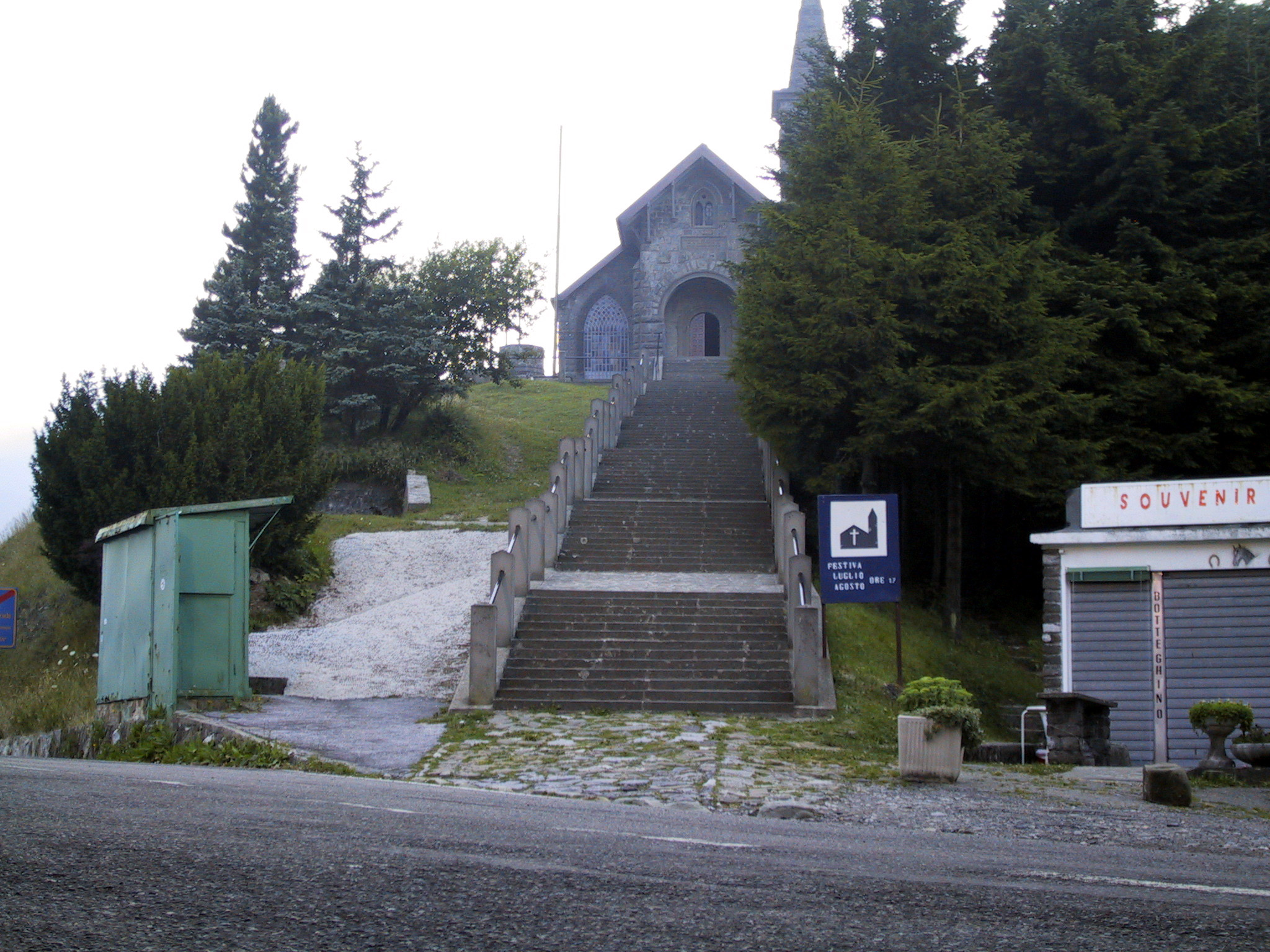
Il Passo della Cisa

- Foce a Giovo 1.711 m: Provincia di Lucca
- Passo della Pescina 1.605 m: Provincia di Siena
- Passo della Pradarena 1.579 m: Provincia di Lucca
- Passo delle Radici 1.529 m: Provincia di Lucca
- Passo dell'Abetone 1.388 m: Provincia di Pistoia
- Passo la Calla 1.296 m: Provincia di Arezzo
- Passo del Cerreto 1.261 m: Provincia di Massa-Carrara
- Passo di Cirone 1.255 m: Provincia di Massa-Carrara
- Passo del Lagastrello 1.200 m: Provincia di Massa-Carrara
- Passo dei Mandrioli 1.173 m: Provincia di Arezzo
- Passo della Sambuca 1.061 m: città metropolitana di Firenze
- Passo della Cisa 1.041 m: Provincia di Massa-Carrara
- Passo della Raticosa 968 m: città metropolitana di Firenze
- Passo della Porretta 932 m: Provincia di Pistoia
- Passo della Colla di Casaglia 913 m: città metropolitana di Firenze
- Passo del Muraglione 907 m: città metropolitana di Firenze
- Passo della Futa 903 m: città metropolitana di Firenze
- Passo del Giogo 882 m: città metropolitana di Firenze
- Passo di Monte Oppio 821 m: Provincia di Pistoia
- Passo di Monte Luco 794m: Provincia di Siena
- Passo di Coltibuono 703 m: Provincia di Siena
- Passo Prato Ceragiola 654 m: Provincia di Pisa
- Passo del Lume Spento 629 m: Provincia di Siena
- Valico Macia Morta 606 m: Provincia di Siena
- Valico di Montegrossi 596 m: Provincia di Siena
- Passo delle Fornacelle 535 m: Provincia di Pisa
- Vetta le Croci 518 m: città metropolitana di Firenze
- Valico del Rospatoio 512 m: Provincia di Siena

### Comunità montane
- Comunità montana Alta Val di Cecina: provincia di Pisa
- Comunità montana Alta Versilia: provincia di Lucca, provincia di Massa-Carrara
- Comunità montana Amiata Grossetana: provincia di Grosseto
- Comunità montana Amiata Senese: provincia di Siena
- Comunità montana Appennino Pistoiese: provincia di Pistoia
- Comunità montana Area Lucchese: provincia di Lucca
- Comunità montana del Casentino: provincia di Arezzo
- Comunità montana Colline del Fiora: provincia di Grosseto
- Comunità montana Colline Metallifere: provincia di Grosseto, provincia di Livorno
- Comunità montana Garfagnana: provincia di Lucca
- Comunità montana Lunigiana: provincia di Massa-Carrara
- Comunità montana Media Valle del Serchio: provincia di Lucca
- Comunità montana Montagna Fiorentina: città metropolitana di Firenze
- Comunità montana Mugello: città metropolitana di Firenze
- Comunità montana Val di Bisenzio: provincia di Prato
- Comunità montana Valtiberina Toscana: provincia di Arezzo

## Deserti
- Deserto di Accona ca. 150 km²: provincia di Siena

## Corsi d'acqua
Di seguito è riportato l'elenco dei corsi d'acqua che attraversano il territorio della Toscana. L'ordine è stabilito in modo decrescente in base alla lunghezza totale di ciascun fiume, indipendentemente dall'ubicazione geografica della propria foce e dai chilometri percorsi nel territorio regionale.
- Tevere 405 km: provincia di Arezzo
- Arno 241 km: provincia di Arezzo, città metropolitana di Firenze, provincia di Pisa
- Reno 212 km: provincia di Pistoia
- Ombrone 161 km: provincia di Siena, provincia di Grosseto
- Serchio 111 km: provincia di Lucca, provincia di Pisa
- Metauro 110 km: provincia di Arezzo
- Santerno 103 km: città metropolitana di Firenze
- Senio 92 km: città metropolitana di Firenze
- Foglia 90 km: provincia di Arezzo
- Lamone 88 km: città metropolitana di Firenze
- Paglia 86 km: provincia di Siena
- Fiora 80 km: provincia di Grosseto
- Idice 75 km: città metropolitana di Firenze
- Cecina 73 km: provincia di Siena, provincia di Grosseto, provincia di Pisa, provincia di Livorno
- Albegna 70 km: provincia di Grosseto
- Bruna 70 km: provincia di Grosseto
- Magra 70 km: provincia di Massa e Carrara
- Marecchia 70 km: provincia di Arezzo
- Merse 70 km: provincia di Siena
- Orcia 70 km: provincia di Siena, provincia di Grosseto
- Sillaro 66 km: città metropolitana di Firenze
- Elsa 63 km: provincia di Siena, città metropolitana di Firenze
- Rabbi 63 km: città metropolitana di Firenze
- Sieve 62 km: città metropolitana di Firenze
- Savena 55 km: città metropolitana di Firenze
- Era: 54 km: provincia di Pisa
- Pesa 53 km: provincia di Siena, città metropolitana di Firenze
- Cornia 50 km: provincia di Pisa, provincia di Livorno
- Bisenzio 47 km: provincia di Prato, città metropolitana di Firenze
- Ombrone Pistoiese 47 km: provincia di Pistoia, provincia di Prato
- Setta 47 km: provincia di Prato
- Canale maestro della Chiana 45 km: provincia di Arezzo, provincia di Siena
- Greve 43 km: città metropolitana di Firenze
- Canale emissario del Lago di Burano 40 km: provincia di Grosseto
- Lima 40 km: provincia di Lucca, provincia di Pistoia
- Limentra 31 km: provincia di Pistoia
- Lente 30 km: provincia di Grosseto
- Tora 29 km: provincia di Pisa, provincia di Livorno
- Roglio 28 km: città metropolitana di Firenze, provincia di Pisa
- Ema 27 km: città metropolitana di Firenze
- Ambra 26 km: provincia di Siena, provincia di Arezzo
- Pescia 25 km provincia di Pistoia
- Usciana 25 km: provincia di Pistoia, città metropolitana di Firenze, provincia di Pisa
- Brana 24 km: provincia di Pistoia
- Trasubbie 24 km: provincia di Grosseto
- Versilia 24 km: provincia di Massa-Carrara, provincia di Lucca
- Cascina 22 km: provincia di Pisa
- Ciuffenna 22 km: provincia di Arezzo
- Stella 22 km: provincia di Pistoia, provincia di Prato
- Pecora 21 km: provincia di Grosseto
- Carrione 20 km: provincia di Massa-Carrara
- Chiarone 20 km: provincia di Grosseto
- Sterza 18 km: provincia di Pisa
- Frigido 17 km: provincia di Massa-Carrara
- Serchio di Gramolazzo 17 km: provincia di Lucca

## Laghi

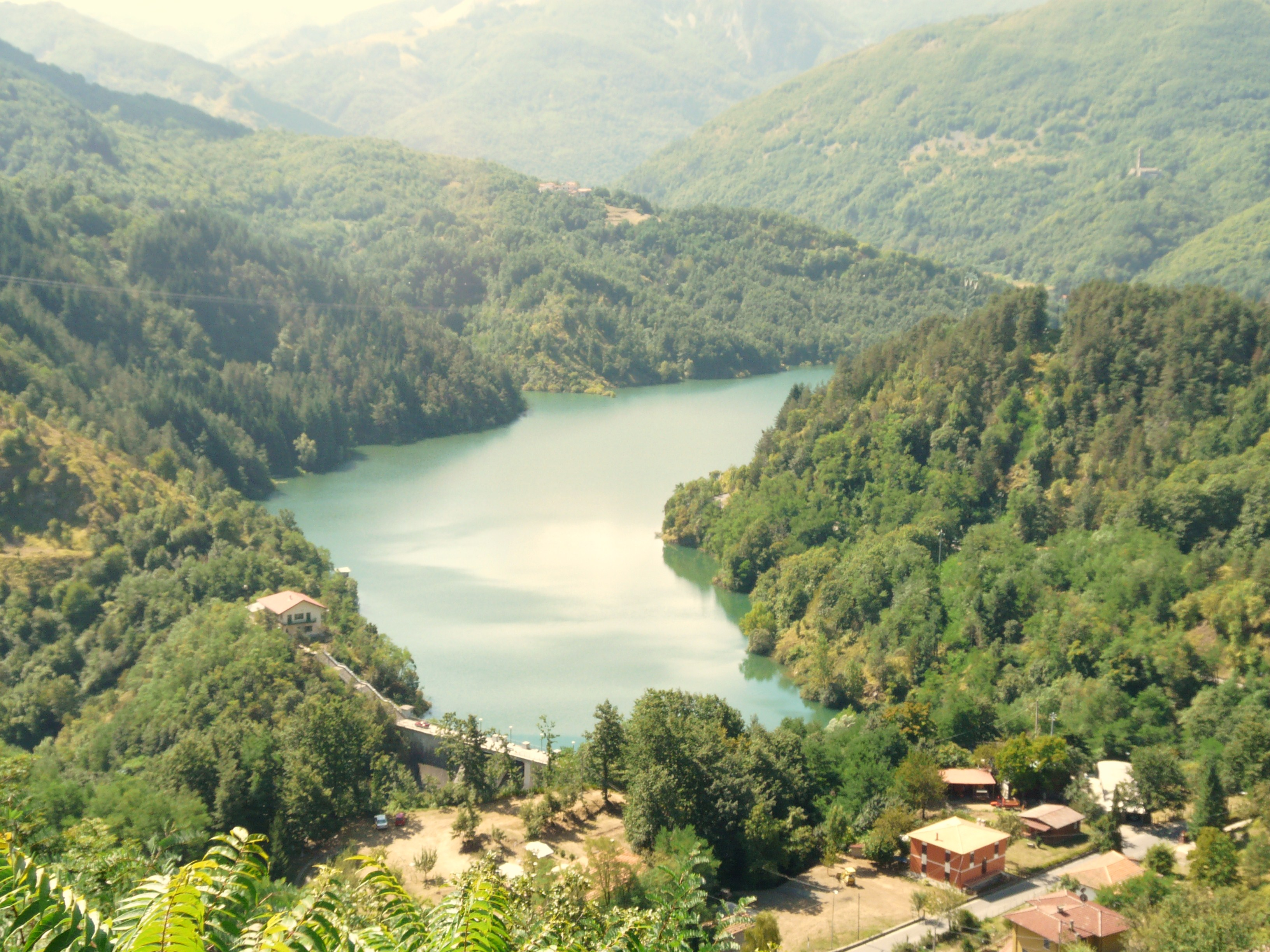
Lago di Gramolazzo.

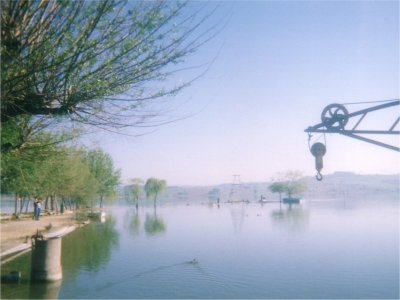
Lago di Chiusi.

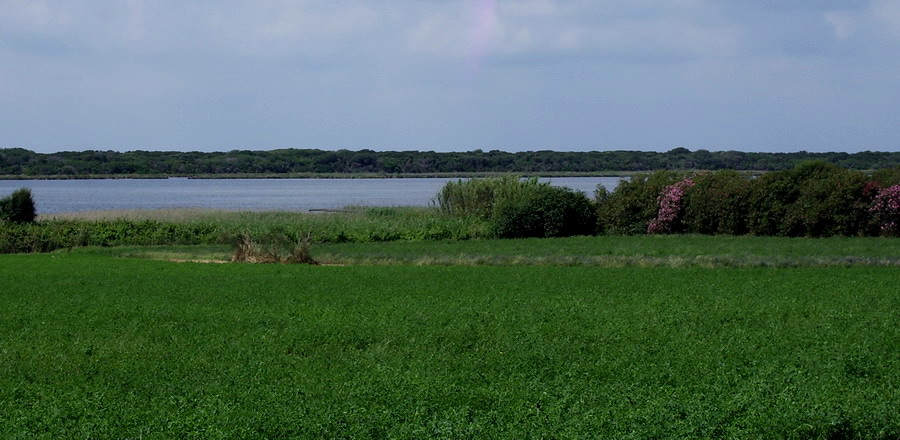
Lago di Burano.

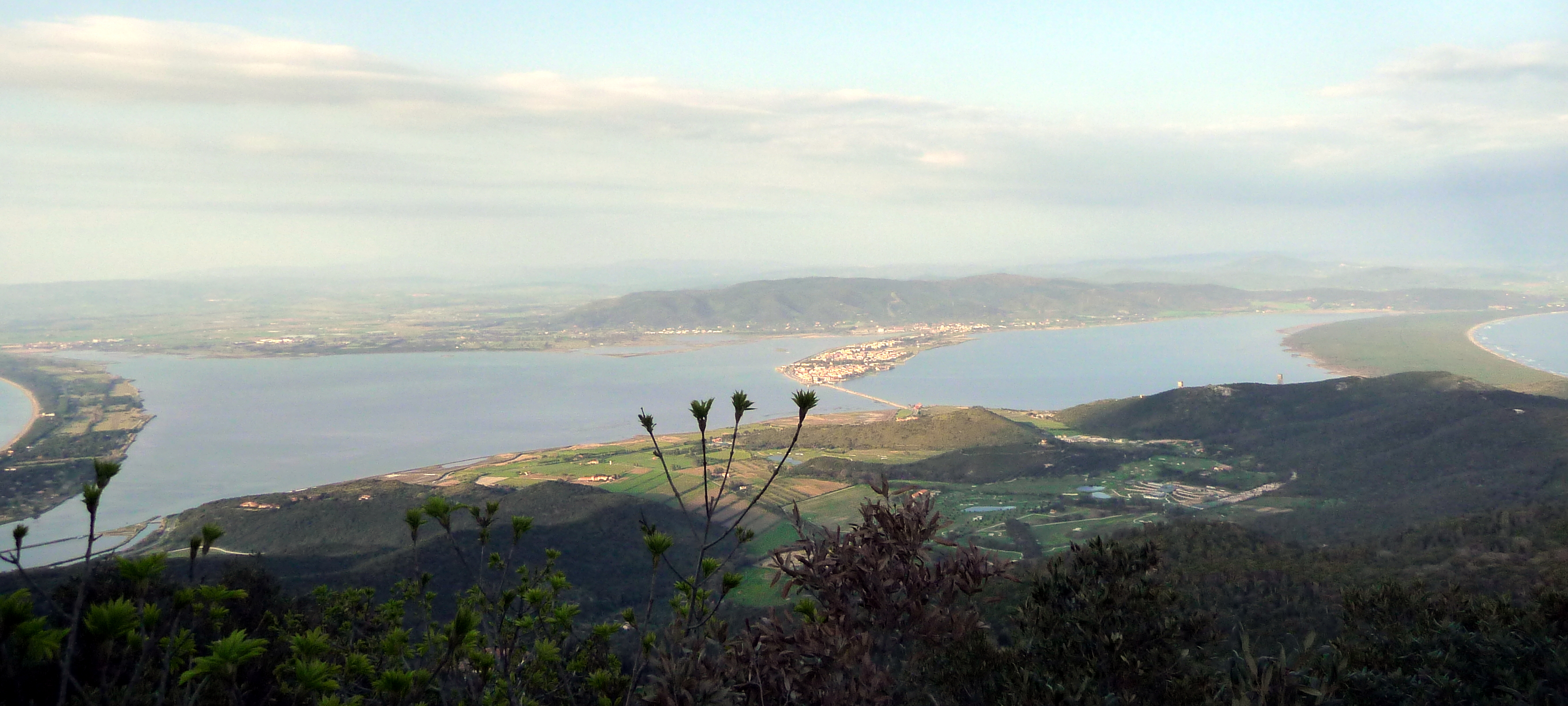
Laguna di Orbetello.

- Lago di Montedoglio (invaso artificiale) 7,66 km²: provincia di Arezzo
- Lago di Bilancino (invaso artificiale) 5,0 km²: città metropolitana di Firenze
- Lago di Vagli (invaso artificiale): provincia di Lucca
- Lago di Chiusi 3,9 km²: provincia di Siena
- Lago di San Casciano (invaso artificiale) ca. 2,0 km²: provincia di Siena
- Lago di Montepulciano 1,9 km²: provincia di Siena
- Lago di Gramolazzo (invaso artificiale) 1,0 km²: provincia di Lucca
- Lago di San Floriano 0,30 km²: provincia di Grosseto
- Lago dell'Accesa 0,14 km²: provincia di Grosseto
- Lago Acquato 0,102 km²: provincia di Grosseto
- Lago di Poggio Perotto : provincia di Grosseto
- Lago di Bagnolo (invaso artificiale): provincia di Prato

### Lagune e aree umide costiere
- Laguna di Orbetello 26,2 km²: provincia di Grosseto
- Padule della Diaccia Botrona 13,48 km²: provincia di Grosseto
- Lago di Massaciuccoli 6,9 km²: provincia di Lucca
- Padule di Bolgheri 5,13 km²: provincia di Livorno
- Padule della Trappola 4,90 km²: provincia di Grosseto
- Lago di Burano 2,36 km²: provincia di Grosseto
- Lago di Porta 1,59 km²: provincia di Lucca, provincia di Massa-Carrara
- Padule di Scarlino 1,49 km²: provincia di Grosseto
- Padule di Suese 1,20 km²: provincia di Livorno
- Padule di Orti-Bottagone 0,92 km²: provincia di Livorno

### Laghi geotermici e minerari
- Lago Boracifero: provincia di Grosseto
- Lago del Tafone: provincia di Grosseto
- Laghetto di Terra Nera: provincia di Livorno (Isola d'Elba)
- Laghetto di Sassi Neri: provincia di Livorno (Isola d'Elba)
- Laghetto delle Conche: provincia di Livorno (Isola d'Elba)

### Laghi glaciali
- Lago Nero 0,08 km²: provincia di Pistoia
- Lago Scaffaiolo 0,05 km²: provincia di Pistoia
- Lago Piatto: provincia di Pistoia

### Paludi interne
- Padule di Fucecchio ca. 18 km²: città metropolitana di Firenze, provincia di Pistoia

### Piccole zone umide
- Laghetto Traversari: provincia di Arezzo
- Stagnone della Capraia: provincia di Livorno (Isola di Capraia)
- Metaleto
- Asqua
- La Lama
- Pozza del Cervo
- Fonte del Porcareccio
- Prato al Fiume

## Mari
- Mar Ligure: provincia di Massa-Carrara, provincia di Lucca, provincia di Pisa, provincia di Livorno (da Marina di Carrara al Golfo di Baratti e all'Isola d'Elba settentrionale)
- Canale di Piombino: provincia di Livorno (dal Promontorio di Piombino all'Isola d'Elba orientale)
- Canale di Corsica: provincia di Livorno (dall'Isola d'Elba occidentale all'Isola di Capraia)
- Mar Tirreno: provincia di Livorno, provincia di Grosseto (dal Promontorio di Piombino e dall'Isola d'Elba meridionale verso sud)

### Isole, secche e scogli affioranti

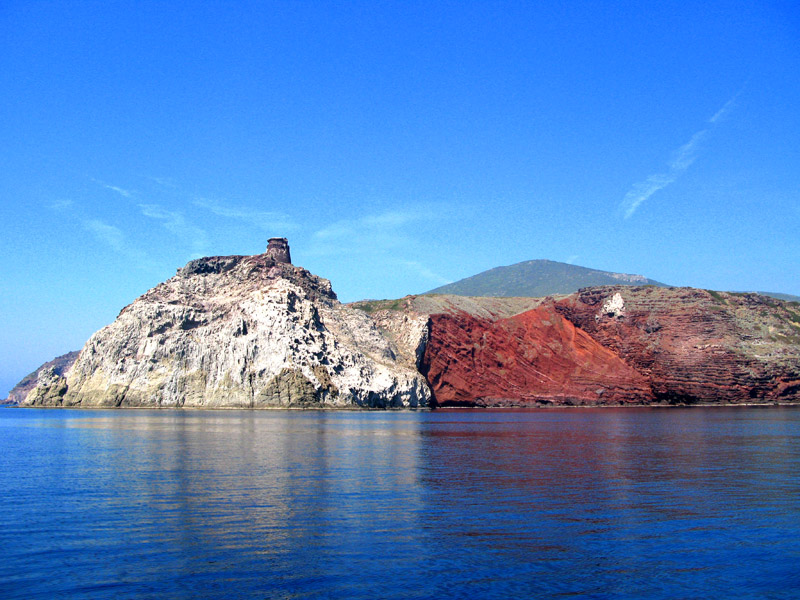
Isola di Capraia, Cala Rossa

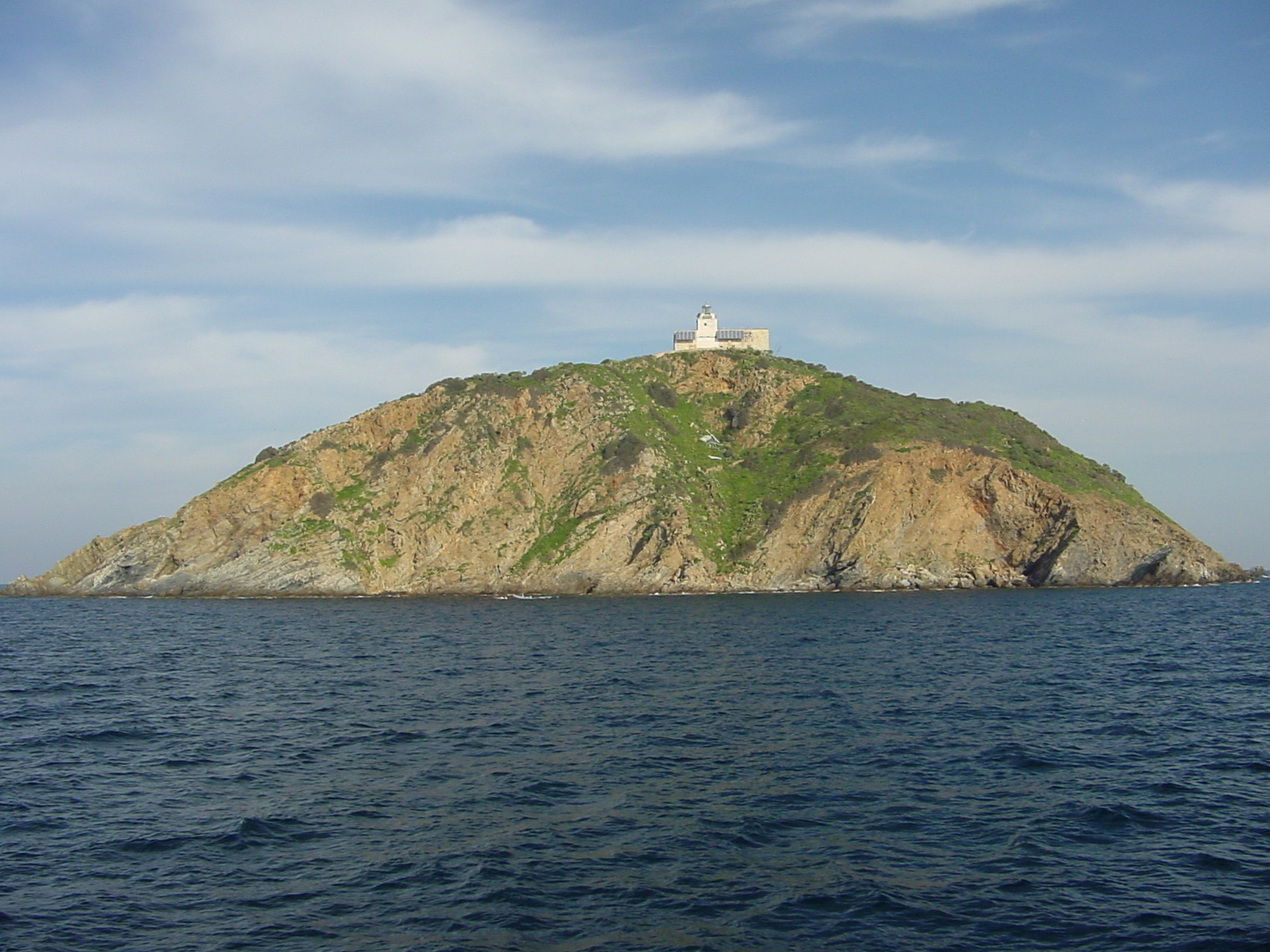
L'isola di Palmaiola

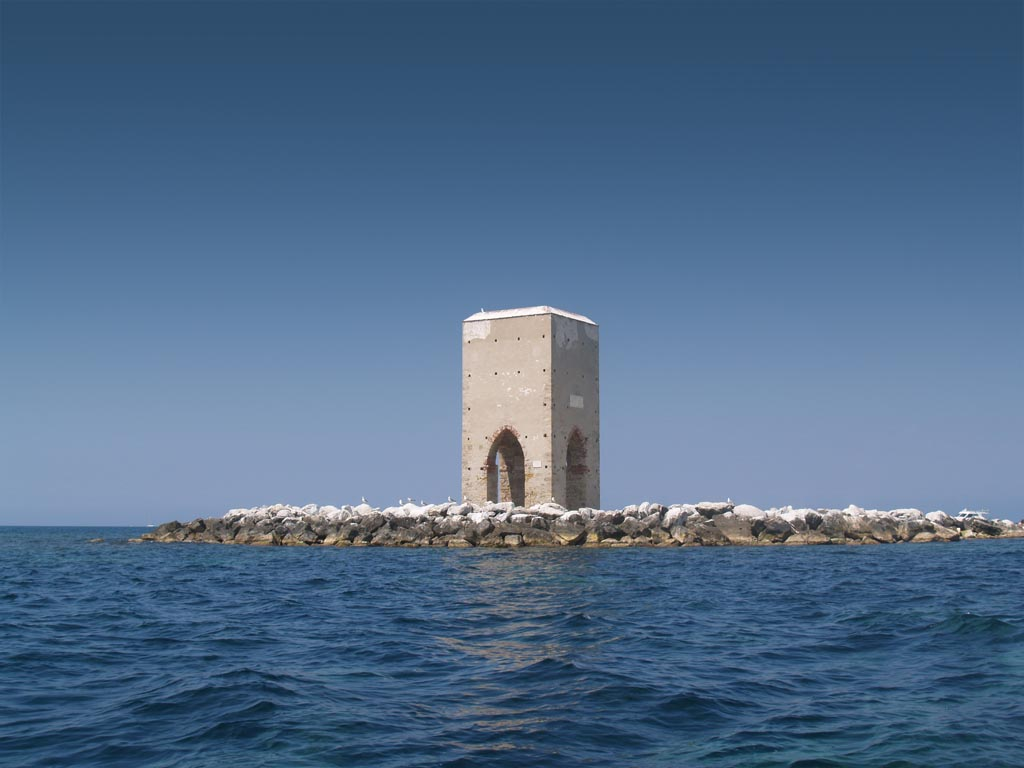
Le Secche della Meloria

#### Isole maggiori
- Isola d'Elba 225 km²: provincia di Livorno (Mar Ligure, Canale di Piombino, Mar Tirreno, Canale di Corsica)
- Isola del Giglio 23,80 km²: provincia di Grosseto (Mar Tirreno)
- Isola di Capraia 19 km²: provincia di Livorno (Canale di Corsica)
- Isola di Montecristo 10,39 km²: provincia di Livorno (Mar Tirreno)
- Isola di Pianosa 10,3 km²: provincia di Livorno (Mar Tirreno)
- Isola di Giannutri 2,30 km²: provincia di Grosseto (Mar Tirreno)
- Isola di Gorgona 2,25 km²: provincia di Livorno (Mar Ligure)
- Isola di Palmaiola 0,08 km²: provincia di Livorno (Canale di Piombino)
- Isola di Cerboli 0,04 km²: provincia di Livorno (Canale di Piombino)

#### Isole minori
- Isolotto dello Sparviero: provincia di Grosseto (Mar Tirreno)
- Isola Argentarola: provincia di Grosseto (Mar Tirreno)
- Isola Rossa: provincia di Grosseto (Mar Tirreno)
- Isolotto: provincia di Grosseto (Mar Tirreno)
- Formiche di Grosseto: provincia di Grosseto (Mar Tirreno)

#### Secche e scogli affioranti
- Secche della Meloria: provincia di Livorno (Mar Ligure)
- Secche di Vada: provincia di Livorno (Mar Ligure)
- Scogli Porchetti: provincia di Grosseto (Mar Tirreno)
- Scoglio di Bengodi: provincia di Grosseto (Mar Tirreno)
- Formica di Burano: provincia di Grosseto (Mar Tirreno)
- Scoglio d'Affrica: provincia di Livorno (Mar Tirreno)

#### Isolotti e scogli affioranti presso le isole
- Formiche di Capraia: Isola di Capraia (Canale di Corsica)
- Isola della Praiola:Isola di Capraia (Canale di Corsica)
- Lo Scoglione: Isola di Capraia (Canale di Corsica)
- Scoglio del Gatto: Isola di Capraia (Canale di Corsica)
- Scoglio della Manza: Isola di Capraia (Canale di Corsica)
- Isola Ogliera: Isola d'Elba (Canale di Corsica)
- Formiche della Zanca: Isola d'Elba (Canale di Corsica)
- Scoglietto di Portoferraio: Isola d'Elba (Mar Ligure)
- Isola dei Topi: Isola d'Elba (Canale di Piombino)
- Isolotto d'Ortano: Isola d'Elba (Canale di Piombino)
- Isole Gemini: Isola d'Elba (Mar Tirreno)
- Isola Corbella: Isola d'Elba (Mar Tirreno)
- Scoglio della Triglia: Isola d'Elba (Mar Tirreno)
- Isola della Scarpa: Isola di Pianosa (Mar Tirreno)
- Isola della Scola: Isola di Pianosa (Mar Tirreno)
- Le Scole: Isola del Giglio (Mar Tirreno)
- Isola della Cappa: Isola del Giglio (Mar Tirreno)
- Scoglio del Corvo: Isola del Giglio (Mar Tirreno)

### Coste
- 627 km totali
  - 397 km continentali
  - 230 km insulari

#### Spiagge e cale
- Spiaggia della Lecciona

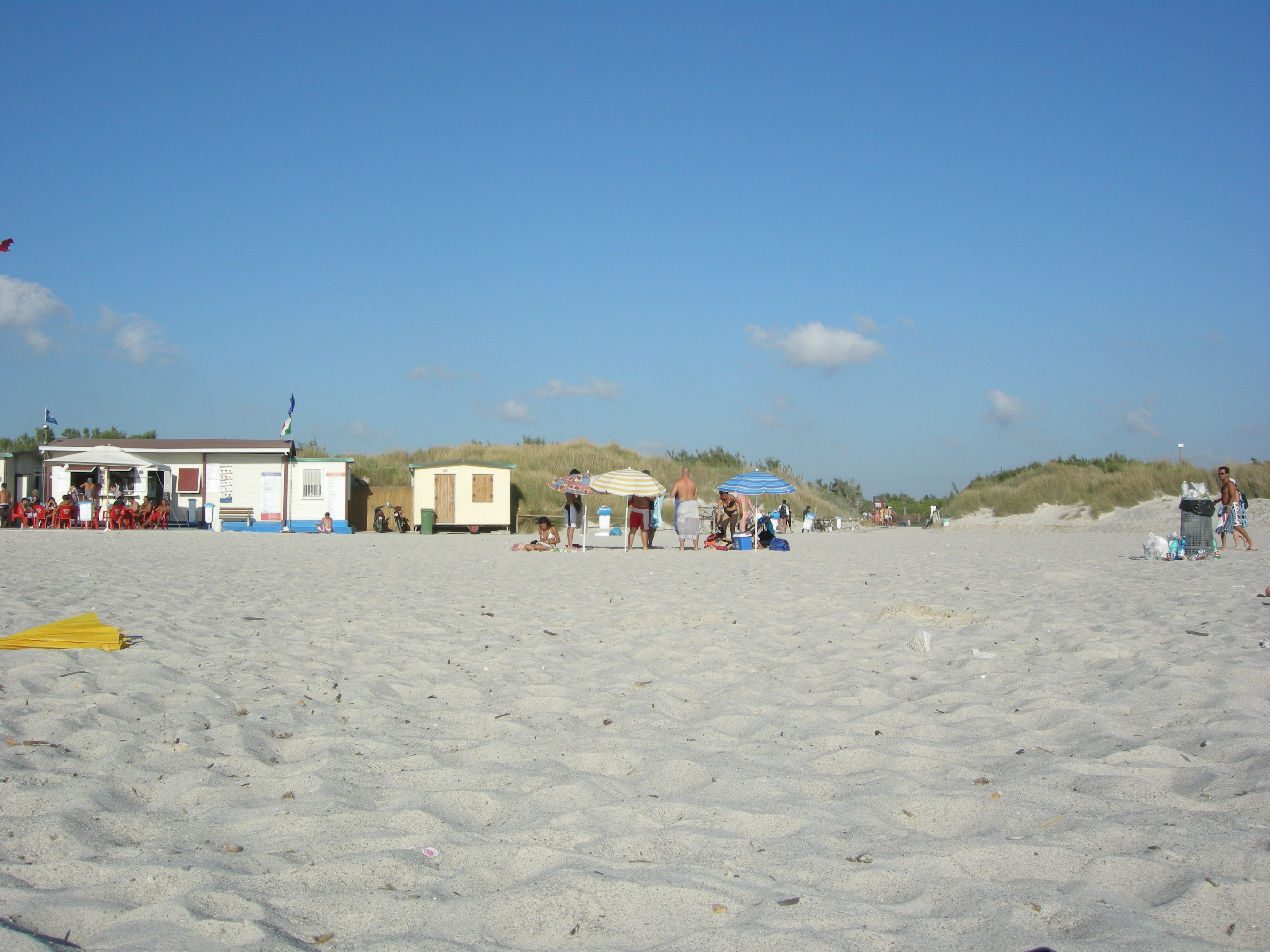
Le Spiagge Bianche di Vada

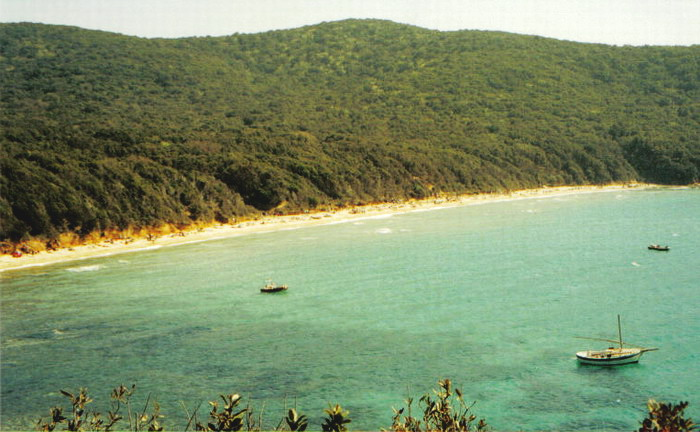
Cala Violina

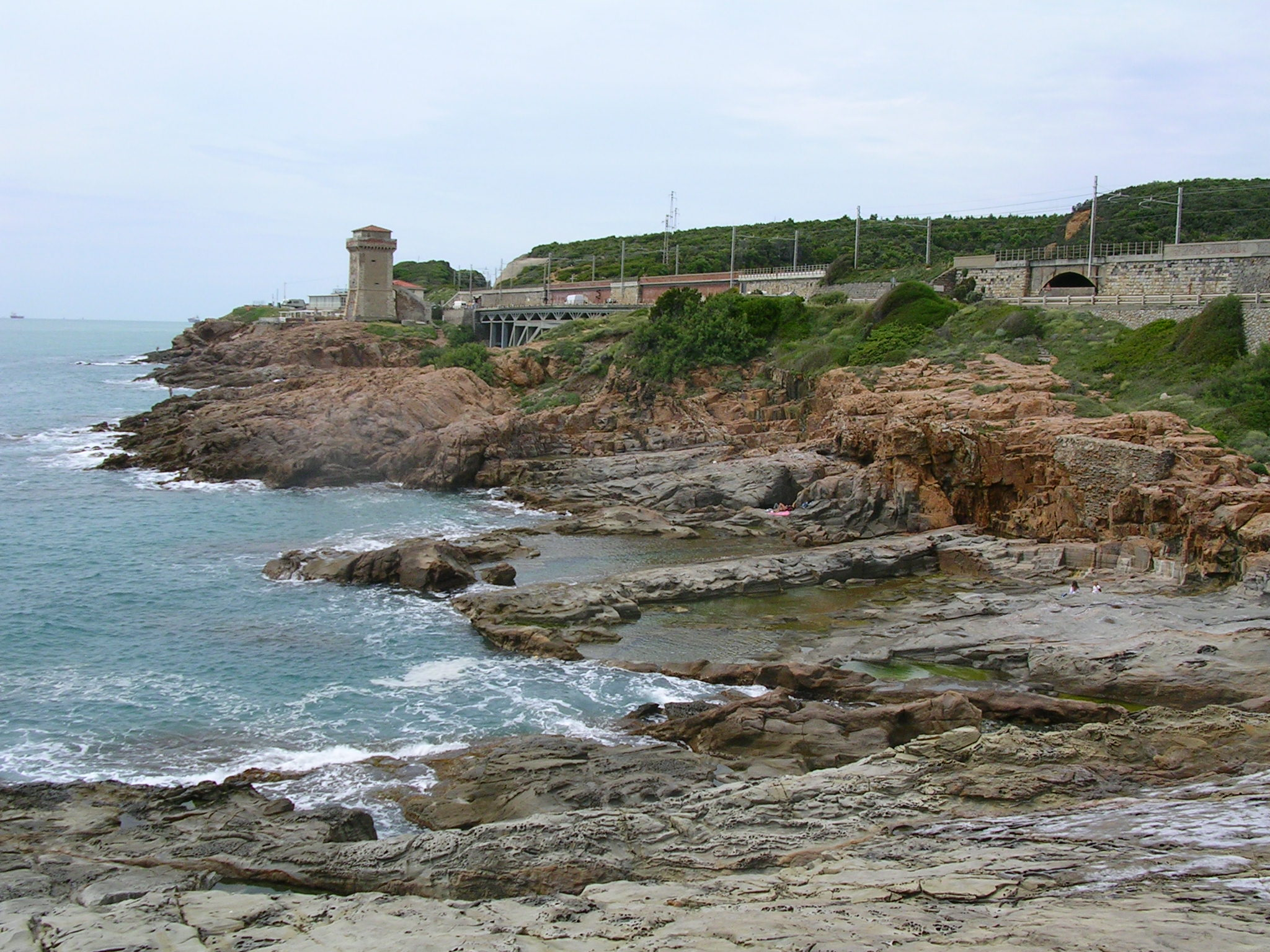
Il promontorio di Calafuria con le caratteristiche scogliere

- Scogliere di Calafuria e Cala del Leone
- Spiagge Bianche
- Spiaggia di Rimigliano
- Spiaggia della Torraccia
- Spiaggia di Baratti
- Cala Moresca
- Spiaggia della Carbonifera
- Cala Martina
- Cala Violina
- Spiaggia di Capanna Civinini
- Spiaggia delle Marze
- Spiaggia di Collelungo
- Cala di Forno
- Spiaggia dell'Osa
- Spiaggia della Giannella
- Cala Moresca
- Cala del Gesso
- Spiaggia dello Sbarcatello
- Spiaggia delle Viste
- Spiaggia della Feniglia
- Playa La Torba
- Ultima Spiaggia
- Spiaggia del Campese

#### Promontori
- Colline livornesi
- Poggio San Leonardo
- Promontorio di Piombino
- Bandite di Scarlino
- Promontorio di Punta Ala
- Monti dell'Uccellina
- Poggio Talamonaccio
- Promontorio dell'Argentario
- Promontorio di Ansedonia

#### Golfi
- Golfo di Baratti: Mar Ligure (provincia di Livorno)
- Golfo di Follonica: Mar Tirreno (provincia di Livorno, provincia di Grosseto)
- Golfo di Talamone: Mar Tirreno (provincia di Grosseto)
- Golfo di Biodola: Mar Ligure (Isola d'Elba)
- Golfo di Procchio: Mar Ligure (Isola d'Elba)
- Golfo di Campo: Mar Tirreno (Isola d'Elba)
- Golfo di Lacona: Mar Tirreno (Isola d'Elba)
- Golfo Stella: Mar Tirreno (Isola d'Elba)